# Eckart Ratz
Eckart Ratz (Bregenz, 28 giugno 1953) è un magistrato e politico austriaco.

## Biografia
Si è laureato in giurisprudenza presso l'Università di Innsbruck nel 1978. In seguito è divenuto magistrato. È stato presidente della Corte Suprema della Repubblica austriaca dal 1º gennaio 2012 al 1º luglio 2018.

### Ministro dell'Interno
Dal 22 maggio 2019 è stato nominato Ministro dell'Interno del Governo Kurz I.
È stato chiamato ad assumere l'incarico governativo dopo la destituzione del Ministro dell'Interno Herbert Kickl, a seguito del cosiddetto Ibizagate. Lo scandalo emerso il 18 maggio 2019 che ha riguardato il vicecancelliere e ministro dello sport Heinz-Christian Strache, membro del Partito della Libertà Austriaco (FPÖ), il partito di estrema destra facente parte della coalizione di maggioranza, che ha rassegnato le dimissioni da entrambi gli incarichi dell'esecutivo, oltre che da presidente del suo partito, in seguito alla pubblicazione da parte del quotidiano Suddeutsche Zeitung e del settimanale Der Spiegel di un video girato nel 2017 a Ibiza in cui Strache accettava offerte di corruzione dalla sedicente nipote di un oligarca russo (in realtà una giornalista d'inchiesta).
Sebastian Kurz, infatti, dopo le dimissioni ha destituito il ministro dell'interno Herbert Kickl al fine di consentire lo svolgimento di un'inchiesta, determinando le dimissioni di tutti i membri di governo del Partito della Libertà Austriaco. Ha quindi annunciato elezioni anticipate.
Il 27 maggio 2019 il Governo Kurz I viene sfiduciato dal Parlamento austriaco, con 103 voti a favore su 183, e il Presidente della Repubblica Alexander Van der Bellen affida l'incarico di cancelliere a Hartwig Löger (Oevp), con l'impegno di individuare un governo provvisorio in vista delle elezioni. Ratz resta quindi nell'incarico di ministro dell'interno per il disbrigo degli affari correnti.